# Gusztáv Szepesi
Gusztáv Szepesi est un footballeur hongrois, né le 17 juillet 1939 à Miskolc et mort le 5 juin 1987 à Tatabánya. Il évolue au poste de défenseur de la fin des années 1950 à la fin des années 1960 au FC Tatabánya.
Il compte cinq sélections en équipe de Hongrie et remporte le tournoi de football des Jeux olympiques de 1964. Il dispute également avec la sélection la Coupe du monde 1966.

## Palmarès
- Champion olympique en 1964 à Tokyo